# Лий Шолем
Лий Шолем (на английски: Lee Sholem) е американски филмов режисьор. 

## Биография
Лий Шолем започва кариерата си през 1930-те години като филмов редактор. Той е бил наречен "Рол'Ем Шолем" поради бързата и ефективна работа. Режисира повече от 1300 предавания, включително кино и телевизионни филми. Неговите постижения в 40-годишната му кариера са ненадминати в холивудската история.
Лий Шолем умира на 19 август 2000 г. на 87-годишна възраст в Лос Анджелис.

## Избрана филмография
| Година | Филм                      | Оригинално заглавие       |
| ------ | ------------------------- | ------------------------- |
| 1953   | Червенокосата от Уайоминг | The Redhead from Wyoming  |
| 1953   | Станцията на река Апачи   | The Stand at Apache River |